# (اللغة) الهندية القديمة
كانت اللغة الهندية القديمة – وتسمّى أيضًا خاريبولي – أول صورة للغة الهندوستانية التي تفرعت منها اللغة الهندية واللغة الأردية المعروفتين الآن. تطورت هذه اللغة من لغة الشوراسيني، وكان يتحدث بها سكان المناطق المحيطة بدلهي منذ نحو القرن العاشر من الميلاد حتى الثالث عشر قبل قيام سلطنة دلهي.
وإبّان الحكم الإسلامي في الهند أخذت اللغة الهندية القديمة تقترض ألفاظًا من اللغة الفارسية فتكونت اللغة الهندوستانية.   ولم يُعثر لها على شواهد إلا في أعمال أدبية معدودة، منها ما يُنسب إلى الشاعر المسلم الهندي الفارسي أمير خسرو، وأبيات للشاعر الهندوسي الفيشنافي نامديف، وأبيات للصوفي المسلم بابا فريد في كتاب آدي جرانث.   ويمكن أيضًا أن يدخل في الشواهد أعمال الشاعر الهندوسي البهكتي كابير، لأنه استخدم لهجة تشبه لغة خاريبولي. وكانت اللغة الهندية القديمة تُكتب في أول الأمر بالحرف البراهمي بخط الديفاناجاري وأيضًا بالحرف العربي بخط النستعليق. 
ينسب بعض الباحثين شعرًا من أدب الأبابرامهسا Apabhraṃśa يعود تاريخه إلى سنة 769 للميلاد (يسمى دوهَكوش Dohakosh للشاعر سيدها سارهَباد Siddha Sarahapad  ) إلى اللغة الهندية القديمة،  ولكن هذا غير مقبول عند الجمهور.
وبإضافة الكلمات المقترضة من الفارسية إلى الأصل البراكريتي(لغة الشوراسيني) للغة الهندية القديمة، تكونت اللغة الهندوستانية التي تطورت وصارت اليوم تضم عدة لغات قياسية ضمن اللغة الهندية واللغة الأردية. 